# Johann Peter Lyser
Johann Peter Lyser (ursprungligen Ludewig Peter August Burmeister), född 4 oktober 1804, död 29 januari 1870, var en tysk författare.
Lyser studerade ursprungligen till musiker, men blev 1820 döv och slog sig därefter på målarkonsten, och förde under många år ett kringflackande liv, tills han 1930 etablerade sig i Hamburg som fri författare och debuterade med romanen Benjamin. Aus der Mappe eines tauben Malers, som under de följande åren följdes av en mängd visor, noveller, sagor, de sistnämnda på plattyska. Lyser stod konstnärligt under starkt inflytande från E.T.A. Hoffmann men rörde sig annars annars inom samma idékrets som Das junge Deutschland